# Mitra espinosai
Mitra espinosai is een slakkensoort uit de familie van de Mitridae. De wetenschappelijke naam van de soort is voor het eerst geldig gepubliceerd in 1978 door Sarasúa.